# Maple Bluff
Maple Bluff est une commune américaine située dans le comté de Dane, dans l'État du Wisconsin. Elle est limitrophe de Madison à l'ouest, la capitale d'État du Wisconsin, et borde le lac Mendota à l'est. Ville de la banlieue de Madison, elle a le statut de village, et fait partie de la zone de recensement statistique de la métropole de Madison. Elle comptait 1 313 habitants selon le recensement de la population américaine de 2010.
Maple Bluff est considérée comme la banlieue huppée de la ville de Madison ; elle est l'une des communes du Wisconsin où les revenus par foyer et par famille sont les plus élevés. Selon un sondage effectué par le Bureau du recensement des États-Unis sur la période 2006-2010, le revenu moyen par foyer s'élevait à 220 663 dollars américains par an, et le revenu moyen par famille s'élevait quant à lui à 260 057 dollars.

## Monuments
Maple Bluff compte plusieurs monuments notables. C'est dans la commune que se situent la résidence officielle du gouverneur du Wisconsin, édifice d'architecture néoclassique, ainsi que la maison de Robert M. LaFollette, inscrite au Registre national des lieux historiques des États-Unis.

## Sport et loisirs
La commune de Maple Bluff dispose d'un terrain de golf de 18 trous géré par le Country Club de Maple Bluff, un club privé fondé en 1899.

## Personnalités liées à la commune
Plusieurs personnalités américaines célèbres sont originaires de la commune ou y ont grandi, parmi lesquelles on compte :
- Connie Carpenter-Phinney, patineuse de vitesse olympique, cycliste et championne olympique en cyclisme sur route lors des Jeux olympiques d'été de 1984 à Los Angeles,
- Chris Farley (1964–1997), humoriste et acteur, membre de la troupe du Saturday Night Live de 1990 à 1995,
- Jim Montgomery, nageur, triple champion olympique et médaillé à quatre reprises lors des Jeux olympiques d'été de 1976 à Montréal,
- Bradley Whitford, acteur,
- Jane Wiedlin, guitariste des Go-Go's et actrice,
- Thornton Wilder (1897–1975), dramaturge et lauréat du prix Pulitzer.

## Source
- (en) Cet article est partiellement ou en totalité issu de l’article de Wikipédia en anglais intitulé « Maple Bluff, Wisconsin » (voir la liste des auteurs).